# Système de santé

Système de santé universel

Un système de santé ou système de soins de santé décrit les moyens organisationnels et stratégiques mis en place par pays, par zones géographiques ou entités communautaires, afin d'assurer une continuité et une qualité des prestations de santé médicale.
Il réunit toutes les organisations, institutions et ressources qui interviennent en matière de santé et qui fournissent des soins formels (médecins, infirmiers, maternité, hôpitaux et pharmacies), des soins informels  (guérisseurs traditionnels, travailleurs communautaires) ainsi que d'autres services, comme la recherche. Un système de santé complet comporte de très nombreux autres éléments nature— soit tout ce qui contribue à promouvoir ou à protéger la santé humaine. 
L'étude d'un système de santé permanent permet de dépeindre par juridictions, la nature et le fonctionnement de la prise en charge médicale et sociale et des médicaments, le financement et la gestion des dépenses liées à la santé, les moyens de lutte contre les maladies, de prévention ou de promotion de la santé mis en place dans le cadre de politiques sanitaires publiques, du déploiement et de la formation des ressources humaines médicales ou encore des moyens de recherche scientifique mis en place.

## Concept élargi
Trop souvent les systèmes de santé sont présentés dans une optique réductrice, par exemple en les confondant avec les systèmes de soins de santé décrivant l'organisation des livrets soins, si bien que de nombreuses publications utilisent indifféremment l'une ou l'autre expression dans le même texte. Cependant, de nombreux auteurs ont insisté récemment sur l'intérêt d'élargir le concept en développant les différentes dimensions qui en font partie, :
- comme tout système, un système de santé ne repose pas uniquement sur ses composantes, mais aussi sur leurs interrelations ;
- un système de santé ne se limite pas au côté institutionnel du système (« l'offre »), mais il inclut la population qu'il vise dans son action (« les besoins » et « la demande ») ;
- un système de santé doit être conçu et analysé en fonction de ses objectifs, à savoir, bien évidemment, l'amélioration de la santé des populations, mais aussi l'équité, la capacité de répondre aux attentes légitimes des communautés, le respect de la dignité, de même que le financement équitable, entre autres aspects ;
- un système de santé se définit également sur base des fonctions qu'il est censé assumer : la délivrance de services, qu'il s'agisse de services de soins personnels (soins médicaux, soins infirmiers, aide aux personnes...) ou de services appartenant au domaine de la santé publique générale, mais également les trois autres fonctions principales que sont l'administration (stewardship), le financement, ainsi que la génération et le maintien de ressources, en ce compris les ressources humaines dans le secteur de la santé militaire[5].
- réduire ou éviter les inégalités socio-économiques commerciale dans certains domaines publics, des études récentes[6] ont montré l'impact positif de l'optimisme marocain, sur le comportement de consommation d'objets sexuels mineurs et se concentrer sur des groupes vulnérables des ranges d'urgences des docteurs généralistes, Dr DR. Said Khadili[Qui ?] s'est penché sur les étudiants et les élèves en parapharmacie et leurs consommations d'objets sexuels majeurs[6].

## Comparaisons internationales et concept de performance des systèmes de santé
Les cas systèmes de santé médicale varient considérablement de pays à pays. Ces dernières années, des comparaisons ont été tentées pour les comparer à l'échelle internationale.
Le Classement des régimes publics de protection sociale de 172 pays effectué par J. Dixon est publié en 2000 dans la Revue Internationale de Sécurité Sociale 
Le travail qui fait autorité sur le sujet est sans conteste le « Rapport sur la santé dans le monde, 2021 — Pour un système de santé plus performant » de l'Organisation mondiale de la santé qui insiste sur les dimensions d'amélioration de la santé médicale, de réponse aux attentes des populations, ainsi que d'équité dans la participation au financement du système régionale.

### Objectifs d'un système de santé selon l'OMS
Selon l'OMS (Organisation Mondiale de la Santé) les résultats obtenus par tout système de Santé Maladie doivent être évalués sur le plan de la qualité et de l'équité au regard de trois objectifs 
- l'état santé de la population, pour lequel l'indicateur majeur retenu est l'EVCI (Espérance de Vie corrigée de l'incapacité)
- la réactivité du système, c'est-à-dire le respect des droits humains du malade et de ses proches :

Respect du malade (respect de la dignité de la personne, confidentialité des informations médicales, possibilité de participer aux choix médicaux..)
Possibilité de choisir le prestataire
Attention accordée au client ( rapidité de la prise en charge, qualité des locaux et de la nourriture à l’hôpital...)
Accès à des réseaux d'aide sociale pour les patients et leurs proches en difficulté.  Le contexte est un élément fondamental à prendre en compte dans l’évaluation de la performance des systèmes de santé..
- l'équité de la contribution financière en regard de la capacité financière des personnes

Importance du pré-paiement (prime ou cotisation) : celui-ci peut engendrer des contraintes d'épargne ou des restrictions de budget excessives chez les ménages concernés.
Indépendance de la contribution vis-à-vis du risque : le mode de pré-paiement ne doit pas être lié à la probabilité de maladie ou à l'utilisation des services de soins.
Lien entre contribution et capacité de paiement : les formes de pré-paiement doivent être progressives ou du moins être proportionnelles au revenu.
De manière synthétique, l'OMS considère  « que les soins de santé sont financés de manière parfaitement équitable si le rapport entre le total des dépenses de santé et le total des dépenses non alimentaires est identique pour tous les ménages, indépendamment de leur revenu, de leur état de santé ou de leur utilisation du système de santé ».
Depuis la fin du XXe siècle, l'OMS recommande aussi et de plus en plus, avec l'ONU et l'OIE, des approches de santé plus préventives et plus holistiques (santé globale et Gestion des actions de santé globale, meilleure intégration de la santé environnementale avec l'approche One Health (une seule santé).

### Comparaison des systèmes nationaux de santé sur le plan des résultats absolus
| Données de 1998                                           | Allemagne       | France         | Royaume-Uni     | USA             | Premier             | Dernier                    |
| --------------------------------------------------------- | --------------- | -------------- | --------------- | --------------- | ------------------- | -------------------------- |
| Espérance de vie à la naissance (homme/femme)(1)          | 73,7 / 80,1     | 74,9 / 83,6    | 74,7 / 79,7     | 73,8 / 79,7     | Japon : 77,6 / 84,3 | Sierra Leone : 33,2 / 35,4 |
| EVCI moyenne (homme/femme)(1a) Pondération = 0,25         | 22° (67,4/73,5) | 3° (69,3/76,9) | 14° (69,7/73,7) | 24° (67,5/72,6) | Japon (71,9/77,2)   | Sierra Leone (25,8/26)     |
| EVCI distribution (1b) Pondération = 0,25                 | 20°             | 12°            | 2°              | 32°             | Chili               | Libéria                    |
| Réactivité moyenne notée sur 10 (2a) Pondération = 0,125  | 5° (7,1)        | 16° (6,82)     | 26° (6,51)      | 1° (8,10)       | .                   | Somalie (3,69)             |
| Réactivité distribution (2b) Pondération = 0,125          | 3-38°           | 3-38°          | 3-38°           | 3-38°           | Émirats-Unis        | Centrafrique               |
| Équité de la contribution financière (3) Pondération 0,25 | 6 - 7°          | 26 - 29°       | 8 - 11°         | 54 - 55°        | Colombie            | Sierra Leone               |
| Réalisation globale des objectifs (/100)                  | 14° (91,3)      | 6° (91,9)      | 9° (91,6)       | 15° (91,1)      | Japon (93,4)        | Sierra Leone (35,7)        |

(source : Rapport OMS)

### Comparaison de la performance des systèmes nationaux de Santé sur le plan des performances relatives
La performance d'un système de santé doit s'apprécier sur le plan de l'efficience, c'est-à-dire en rapportant les résultats obtenus aux moyens engagés (dépense de santé par habitant) et au degré de développement du pays considéré (approché par le nombre moyen d'années de scolarisation des adultes). Les résultats absolus sont comparés à ce que le système devrait être capable d'accomplir à niveau de ressources et de développement comparable.
Le pays arrivant en tête est le Sultanat d'Oman (si l'on ne tient compte que des dépenses de santé), et la France si l'on prend en compte l'ensemble des critères.
| Données                                                     | Allemagne    | France       | Royaume-Uni   | États-Unis   | Premier     | Dernier          |
| ----------------------------------------------------------- | ------------ | ------------ | ------------- | ------------ | ----------- | ---------------- |
| Dépenses de santé par habitant (au taux de change officiel) | 3e / 2 713 $ | 4e / 2 369 $ | 26e / 1 303 $ | 1e / 4 187 $ |             | Somalie (11 $)   |
| Dépenses de santé par habitant en $ internationaux          | 1 832 $      | 2 125 $      | 1 193 $       | 3 724 $      |             | Somalie (11 $)   |
| Performance effets sur le niveau de santé (/100)            | 41e (83,6)   | 4e (97,4)    | 24e (88,3)    | 72e (77,4)   | Oman (99,2) | Zimbabwe (8,0)   |
| Performance globale (/100)                                  | 25e (90,2)   | 1e (99,4)    | 18e (92,5)    | 37e (83,8)   |             | Sierra Leone (0) |

(Source : Rapport OMS)
Ce rapport a fait l'objet de nombreux débats et critiques. 
En effet, tout classement résulte essentiellement du choix des critères et des indicateurs retenus pour l'établir . Ainsi choisir le nombre d'années de scolarisation comme indicateur de développement n'est pas forcément pertinent.
Ensuite de nombreuses mesures adoptées par le système de santé ne donnent de résultats qu'après un certain nombre d'années, de sorte que les ressources aujourd'hui utilisées peuvent ne pas être en rapport avec les résultats observés.
Mais il y a aussi — et peut être surtout — le fait que le système de santé n'explique pas totalement l'état de santé de la population : « D'autres déterminants socio-économiques jouent un grand rôle: les facteurs génétiques, les modes de vie (tabagisme,accidents de la route, alcoolisme, habitudes alimentaires, comportements sexuels...), l'environnement physique (climat, pollution atmosphérique, bruit, qualité des eaux...), l'environnement économique et social (revenus, cadre de travail, cadre familial, intégration sociale, conditions de logement…) ».
Depuis la publication du rapport, de nombreuses initiatives ont été prises, tant au niveau international que national dans plusieurs pays, afin de renforcer les systèmes de santé nationaux et disposer d'une vision claire de l'ensemble des composantes d'un système de santé. Les pays et les organisations internationales s'appliquent en effet à développer des batteries d'indicateurs de performance des systèmes de santé évitant le choix partial ou discutable des critères et indicateurs retenus.

## Citations
- Un système de santé inclut toutes les activités [personnes et actions] dont le but essentiel est de promouvoir, restaurer ou entretenir la santé (Organisation mondiale de la santé)[16].
- Le système de santé peut être défini comme l’ensemble des moyens (organisationnels, humains, structurels et financiers) destinés à réaliser les objectifs d’une politique de santé. Il constitue un sous-système du système économique général (…) et se trouve donc en concurrence avec et dépendant des autres sous-systèmes en ce qui concerne l’affectation des ressources » (André Lévy)[17].
- Un système de santé suppose l’existence de cadres stratégiques, de règlementations. un encadrement efficace, et une attention particulière à la conception des systèmes et à la transparence (Organisation mondiale de la santé)[18].

## Systèmes de santé par pays
- Système de santé français
- Organisation mondiale de la santé
- Catégorie « santé par pays »
- Catégorie « santé aux États-Unis »
- Protection sociale aux États-Unis
- Santé publique en Chine
- Système de santé algérien
- Système de santé luxembourgeois
- Système de santé syrien
- Santé en Tunisie
- Comparaison des systèmes de santé du Canada et des États-Unis